# Utreňa
Utreňa (řecky: ὄρθρος, cír.slov.: ѹ́тренѧ) je oficiální ranní modlitba v řeckokatolické a pravoslavné církvi. Je součástí denního okruhu bohoslužeb (horologion, obdoba katolických hodinek). Nejvýraznějšími součástmi jsou šestžalmí, čtení katisem (žalmů), kánonů, stichiry a malé nebo velké slavosloví. Na sváteční a nedělní utreni se čte i evangelium.